# Fanny Moser (scientifique)
Pour les articles homonymes, voir Moser.
Fanny Moser (27 mai 1872 - 24 février 1953) est une zoologiste suisse. Elle est la première femme à étudier à l'université de Fribourg-en-Brisgau.

## Biographie

### Origines et famille

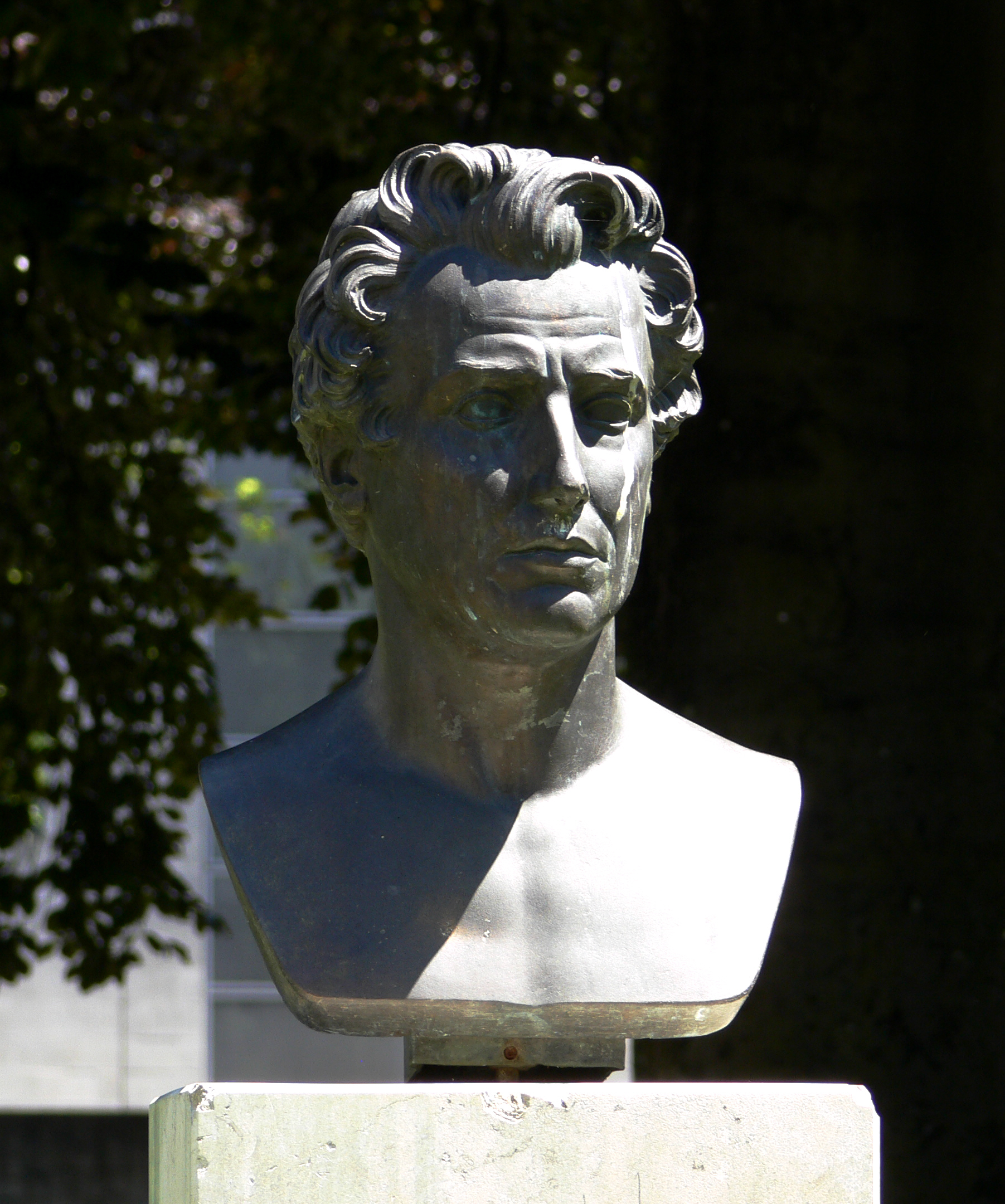
Buste de Heinrich Moser

Fanny Moser naît le 27 mai 1872 à Badenweiler (Allemagne).
Originaire de Neuhausen am Rheinfall puis de Wädenswil, elle est la fille aînée de la baronne Fanny Louise von Sulzer-Wart (1848 -1925) et de Heinrich Moser (de)(1805-1874), riche industriel suisse. Elle a une sœur cadette, la travailleuse sociale et militante communiste Mentona Moser, et un demi-frère aîné, l'explorateur et collectionneur Henri Moser.

### Jeunesse et formation
En 1888, après le décès de son père (le mariage n'aura duré que quatre ans), la veuve s'installe avec ses deux filles en Suisse, au Château Au près de Wädenswill, dans le canton de Zurich. Éduquée à la maison, Fanny entre en conflit avec sa mère lorsqu'elle déclare vouloir aller à l'université. Sigmund Freud, ami de la famille, est consulté et déclare qu'elle fait preuve d'« une ambition inappropriée à son maigre talent ». Elle devra attendre ses vingt-et-un ans pour vaincre l'opposition de sa mère et entrer dans une école préparatoire pour garçons à Lausanne. Elle obtient sa maturité en 1895.
En 1896, Moser devient la première femme à entrer à l'université de Fribourg-en-Brisgau, où elle étudie l'anatomie. Elle s'inscrit ensuite à l'université de Zurich pour un propédeutique de médecine, puis change de voie et étudie la biologie à l'université de Munich, où elle se spécialise en zoologie. Elle reçoit son doctorat en 1902 avec une thèse sur Les contributions à l'histoire comparée du développement du poumon des vertébrés.

### Carrière
En 1903, Moser épouse le musicien et compositeur tchèque Jaroslav Hoppe. Le couple s'installe à Berlin et elle commence ses recherches. Malgré son statut de femme, ce qui n'était pas un atout à l'époque, elle reçoit des commandes internationales. Elle a acquis sa réputation grâce à des travaux scientifiques sur les méduses en peigne et sur « l'histoire du développement comparatif de la vessie natatoire chez les poissons »[réf. souhaitée].
Elle travaille au Musée d'histoire naturelle de Berlin sur des espèces ramenées lors de l'expédition allemande de 1901-1903 au Pôle Sud, comme le physonectae Pyrostephos vanhoeffeni . Ces études approfondies sur les cortis et les méduses tubulaires ont été achevées en 1914, mais n'ont été publiées qu'en 1925 dans le rapport d'Erich von Drygalski sur cette expédition. L'Académie des sciences de Prusse l'envoie faire des recherches en France et en Italie, le Prince de Monaco lui demande de travailler sur sa collection zoologique de haute mer.
En 1915, Jaroslav Hoppe présente les premiers symptômes d'une affection neurologique grave et incurable avec une vision et une démarche altérées[réf. souhaitée] et la mère de Fanny Moser décide de ne plus leur verser d'argent. Le couple emménage en 1917 à Kroměříž, ville natale de Jaroslav Hoppe. Après le décès de son mari en 1926 ou 1927[réf. souhaitée], Fanny Moser s'installe à Munich. Durant cette période, elle se tourne vers la parapsychologie et l'occultisme. Elle publie un ouvrage sur l'occultisme en 1935 puis sur les esprits en 1950, préfacé par Carl Gustav Jung.

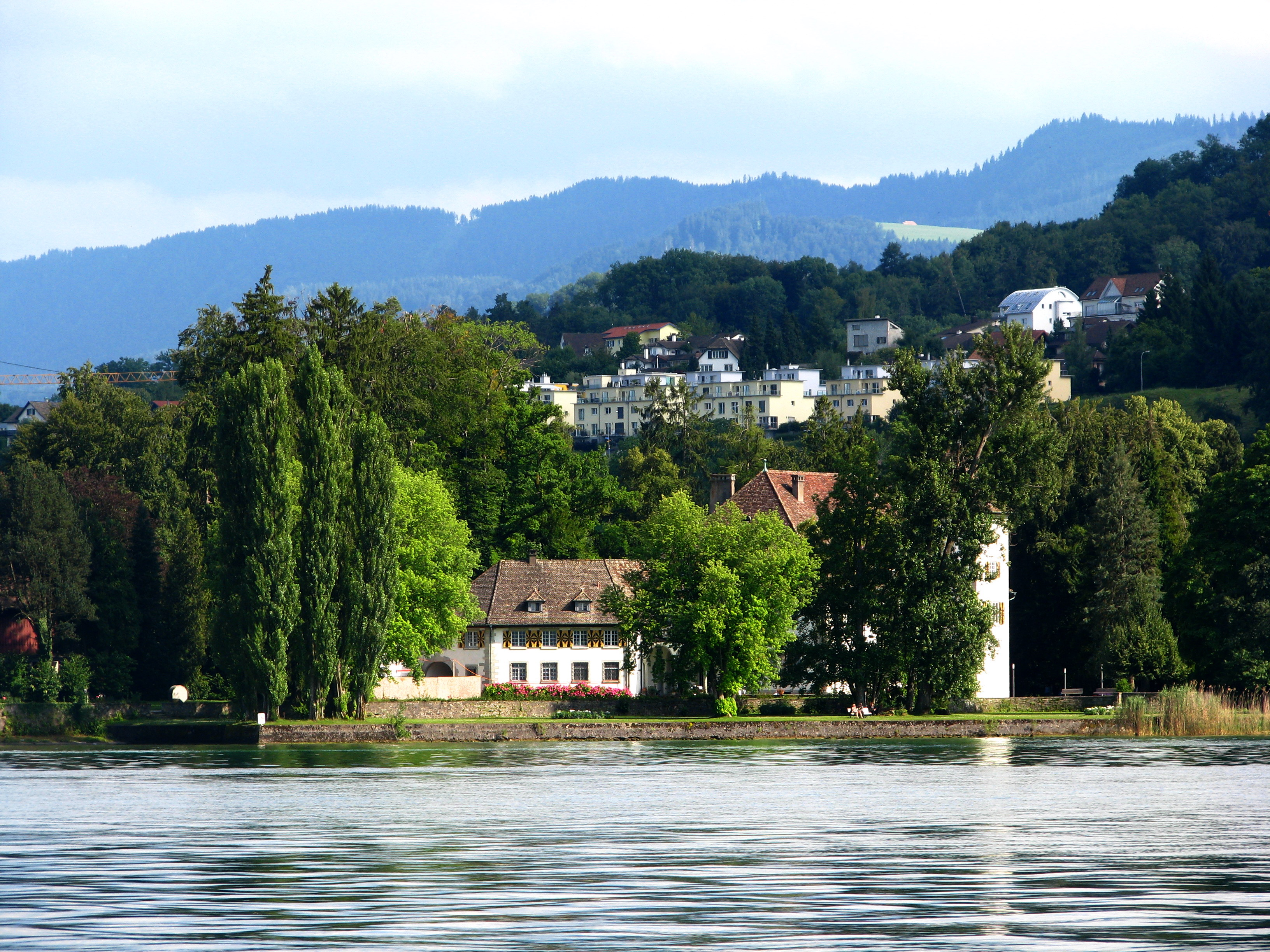
Schloss Au (Zürichsee, Suisse)

Moser retourne à Zurich en 1943, au domaine familial du château Au, elle meurt le 24 février 1953 alors qu'elle travaille sur le second volume de son livre[réf. souhaitée].

## Publications (sélection)
- Cténophores De La Baie D'amboine. , 1908, Revue Suisse de Zoologie. 16. 1-26.
- Japanische Ctenophoren. München, 1911
- "Die Siphonophoren der Adria und ihre Beziehungen zu denen des Weltmeeres." Sitzungsberichte der Akademie der Wissenschaften in Wien 126 (1917): 703-763.
- Die Siphonophoren in Neuer Darstellung. München: Verl.d. Bayer. Akad.d. Wiss, 1922.
- "Siphonophora." Handbuch Der Zoologie. (1924): 485-521.
- Die Larvalen Verhältnisse Der Siphonophoren in Neuer Beleuchtung. Stuttgart: E. Schweizerbart, 1924.
- "Die Siphonophoren der Deutschen Südpolar-Expedition 1901–1903. Deutsche Sudpolar-Expedition 17", Zoologie, vol. 9, no 1, 1925, p.  547
- "Der Okkultismus", Reinhardt, 1935[9]
- "Spuk, Irrglaube oder Wahrglaube? : eine Frage der Menschheit", Baden, 1950[10].